# جبون
الشِّقُّ أو الجِبَّوْن فصيلة من القرود التي تعيش في غابات شرق جنوب آسيا. تشبه هذه الفصيلة الإنسان في بنائها العضوي كما هو حال القرود الأخرة من فصائل والغورِلّى، والبعام، والبونوبو، فهي تفتقر إلى الذيل. من مميزاتها الأيادي الطويلة والشعر الكثيف. تقسم إلى أربعة أجناس و 13 نوعا حسب تعداد الكروموسومات في خلاياها.